# Gliese 581 b
Gliese 581b o GL 581b es un planeta extrasolar que orbita la estrella Gliese 581, que se encuentra a unos 20 años luz de la Tierra, en la Constelación de Libra.
Fue descubierto en 2005 por un grupo de investigación formado por astrónomos de Suiza, Francia y Portugal entre los que se encuentran Michel Mayor, Stéphane Udry y Xavier Delfosse.
Pertenece a un sistema de 6 planetas, que también incluye a GL 581c, GL 581d, GL 581e, GL 581f y GL 581g.

## Características
Tiene una masa similar a Neptuno, unas 18 veces la de la Tierra, y completa una vuelta alrededor de su estrella en 5.336 días a una distancia de 6 millones de kilómetros de la misma.
Debido a la escasa distancia a que se encuentra de su estrella su temperatura superficial ronda los 150 °C y podría estar compuesto por elementos pesados.